# Mario Gila
Mario Gila Fuentes (Barcelona, 2000. augusztus 29. –) spanyol labdarúgó, a Lazio játékosa.

## Pályafutása
A Santa Perpètua, a Sabadell, a Mollet, a Damm és az Espanyol akadémiáját megjárva 2018-ban került a Real Madrid korosztályos csapataihoz, ahol 2024-ig írt alá. A Castillában csapatkapitány is volt Raúl irányítása alatt. 2022. április 30-án debütált a felnőttek között az Espanyol elleni bajnoki mérkőzésen a 75. percben Eduardo Camavinga cseréjeként. 2022. július 5-én az olasz Lazio csapatához igazolt öt évre.

## Statisztika
2022. május 30-i állapotnak megfelelően.
| Klub                 | Szezon   | Bajnokság          | Bajnokság | Bajnokság | Kupa  | Kupa  | UEFA  | UEFA  | Egyéb | Egyéb | Összesen | Összesen |
| Klub                 | Szezon   | Osztály            | Mérk.     | Gólok     | Mérk. | Gólok | Mérk. | Gólok | Mérk. | Gólok | Mérk.    | Gólok    |
| -------------------- | -------- | ------------------ | --------- | --------- | ----- | ----- | ----- | ----- | ----- | ----- | -------- | -------- |
| Real Madrid Castilla | 2019–20  | Segunda División B | 21        | 1         | —     | —     | —     | —     | —     | —     | 21       | 1        |
| Real Madrid Castilla | 2020–21  | Segunda División B | 19        | 2         | —     | —     | —     | —     | 1     | 0     | 20       | 2        |
| Real Madrid Castilla | 2021–22  | Segunda División B | 32        | 2         | —     | —     | —     | —     | —     | —     | 32       | 2        |
| Real Madrid Castilla | Összesen | Összesen           | 72        | 5         | 0     | 0     | 0     | 0     | 1     | 0     | 73       | 5        |
| Real Madrid          | 2021–22  | La Liga            | 2         | 0         | 0     | 0     | 0     | 0     | —     | —     | 2        | 0        |
| Real Madrid          | Összesen | Összesen           | 2         | 0         | 0     | 0     | 0     | 0     | 0     | 0     | 2        | 0        |
| SS Lazio             | 2022–23  | Serie A            | 0         | 0         | 0     | 0     | 0     | 0     | —     | —     | 0        | 0        |
| SS Lazio             | Összesen | Összesen           | 2         | 0         | 0     | 0     | 0     | 0     | 0     | 0     | 2        | 0        |
| Összesen             | Összesen | Összesen           | 75        | 5         | 0     | 0     | 0     | 0     | 0     | 0     | 75       | 5        |

1. ↑  Magában foglalja a Bajnokok ligájában és az Európa-ligában való pályára lépeseit is.
2. ↑  Magában foglalja a Spanyol szuperkupán és a rájátszásban való pályára lépeseit is.

## Sikerei, díjai
- Real Madrid
  - La Liga: 2021–22